# Angelo Fraccacreta
Angelo Fraccacreta (San Severo, 3 novembre 1882 – Napoli, 7 gennaio 1951) è stato un economista italiano.
Dopo la laurea a Napoli, Angelo Fraccacreta si avvia alla carriera universitaria, come docente di Economia politica presso l'Università di Messina. Dal 1927 insegna a Bari, nella giovane facoltà di Giurisprudenza, rivestendo anche, per alcuni mesi, tra il 1943 e il 1944, l'incarico di magnifico rettore dell'Ateneo pugliese. Nello stesso 1944 viene nominato docente di Scienza delle finanze e diritto finanziario a Napoli, in sostituzione del suo maestro Augusto Graziani.
Tra le sue opere ricordiamo: Il movimento operaio nell'agricoltura francese (1907); Le forme del progresso economico in Capitanata (1912), in cui si esaminano i cambiamenti che hanno modificato il volto di una terra che per secoli era stata legata forzatamente alla pastorizia; Il problema economico della terra (1920); La trasformazione degli impieghi d'intrapresa (1920), che è considerato il suo principale lavoro e un piccolo classico sull'argomento.
Fraccacreta fu membro dell'Accademia Pontaniana di Napoli. Il Dizionario Biografico degli Italiani della Treccani gli ha dedicato una voce. Al suo nome è stato intitolato l'Istituto tecnico economico Archiviato il 27 gennaio 2013 in Internet Archive. della città natale.